# Ихне (річка)
Ихне(ест. Õhne jõgi, рос. Эмоль) — річка в Естонії, у Вільяндімаа й Вальгамаа повітах.

## Опис
Довжина річки 94 км, висота витоку річки над рівнем моря — 63 м, найкоротша відстань між витоком і гирлом — 19,59 км, коефіцієнт звивистості рвчки — 4,8. Площа басейну водозбору 573 км².

## Розташування
Річка витікає з південно-західної частини озера Вейс'ярв. Спочатку тече переважно на південний захід через село Тааґепера і там повертає на південний схід. Далі тече через село Голдре, частково протікає територією Латвії (приблизно 5 км), повертає на північний схід. Далі тече через села Кооркюла, Паткюла, місто Тирву і у селі Малтса впадає у озеро Виртс'ярв.
Притоки: Ікепера, Ківісте, Яику (праві); Саксінііду, Покарді, Хелме, Воору (ліві).

## Іхтіофауна
У річці водиться риба: кумжа, харіус, щука, вугор, ялець, головень, плотва, язь, піскар, уклейка, лящ, минь, окунь, гольян.

## Цікаві факти
- Річка протікає через озеро Тааґепера у селі Тааґепера.
- У селі Леебіку річка протікає через заказник Палакмяе (ест. Palakmäe hoiuala).
- У місті Тирве річку перетинає автошлях 6 (Валґа — Уулу).